# North American P-82 Twin Mustang
Il North American P-82 Twin Mustang, noto anche come F-82, era la versione bifusoliera del caccia statunitense P-51 Mustang. Questa soluzione fu adottata per avere un potente caccia di scorta a grande autonomia. Disponendo di due cabine con comandi completi, poteva portare in volo due piloti. Questo risolveva il problema, emerso nelle lunghissime missioni che l'autonomia del Mustang consentiva, dell'affaticamento del pilota al momento della battaglia, dato che durante il volo di crociera i piloti si potevano alternare. Non fece in tempo per partecipare alla guerra del Pacifico, ma venne usato come aereo da caccia notturno durante la guerra di Corea per sostituire gli ormai obsoleti Northrop P-61 Black Widow. Le due cellule originarie erano P-51H collegate da una corda alare contenente le armi.

## Storia del progetto
Inizialmente concepito come caccia di scorta a lungo raggio (VLR) a, l'F-82 fu progettato per scortare i bombardieri strategici Boeing B-29 Superfortress in missioni oltre le 2 000 miglia (3 200 chilometri) dalle Isole Salomone e Filippine a Tokyo, missioni al di là della portata dei Lockheed P-38 Lightning e dei North American P-51 Mustang. Tali missioni avrebbero dovuto essere parte dell'invasione statunitense prevista delle isole giapponesi, ma annullate dalla resa del Giappone pochi giorni dopo i bombardamenti atomici di Hiroshima e Nagasaki.
Nel mese di ottobre 1943, la squadra di progettazione della North American Aircraft iniziò a lavorare sul progetto di un caccia che avrebbe potuto coprire la distanza di oltre 2 000 miglia (3 200 km) senza rifornimento. Si trattava del progetto di fusoliere gemelle, in qualche modo simile a quello sperimentale tedesco Messerschmitt Bf 109Z "Zwilling". Sebbene basato sul velivolo leggero sperimentale XP-51F, che più tardi sarebbe diventato il P-51H Mustang, costituiva in realtà un progetto completamente nuovo. Il capo progettista della North American, Edgar Schmued, aveva incorporato due fusoliere P-51H Mustang allungate con l'aggiunta di un inserto nella fusoliera da 57 in (145 cm) dietro la cabina di pilotaggio, in cui furono installati serbatoi supplementari ed equipaggiamenti.
Le due fusoliere erano montate su una sezione alare centrale di nuova concezione contenente le stesse mitragliatrici Browning M2 calibro 0.50 in (12,7 mm) come per il monomotore P-51 Mustang, ma con il fuoco più concentrato. Le ali esterne erano state rinforzate per consentire l'aggiunta di piloni d'attacco per serbatoi supplementari di carburante da 1 000 libbre (500 kg). L'impennaggio era costituito da un lungo ed unico elemento orizzontale che univa le due derive verticali, queste ultime anch'esse derivate dal XP-51F, modificate per assicurare una maggiore stabilità in caso di un guasto al motore. L'aereo aveva un carrello d'atterraggio convenzionale, un triciclo posteriore, con le due ruote a scomparsa in campate sotto ogni sezione centrale della fusoliera.
L'XP-82 doveva essere alimentato da motori Packard V-1650 12 cilindri a V raffreddati a liquido, versione statunitense costruita su licenza del britannico Rolls-Royce Merlin. Inizialmente, il motore sinistro era un V-1650-1623 dotato di una scatola ingranaggi che consentiva all'elica sinistra di ruotare in senso opposto all'elica destra, mossa da un più convenzionale V-1650-1625. In questo modo, in corrispondenza della parte compresa tra le due fusoliere, le pale delle eliche avrebbero ruotato entrambe verso l'alto garantendo, in teoria, un migliore controllo per il singolo motore. Questa ipotesi si rivelò irrealistica durante il primo tentativo di decollo, quando l'aeromobile non riuscì ad alzarsi in volo. Dopo un mese di lavoro, gli ingegneri della North American Aircraft accertarono che tale modalità di rotazione delle eliche creava una resistenza tale da cancellare del tutto la portanza generata dalla sezione alare centrale, che costituiva un quarto della superficie alare totale del velivolo. La disposizione di motori ed eliche fu poi invertita, con la loro rotazione "verso il basso", superando le problematiche della configurazione precedente. Il primo prototipo XP-82 (44-83.886) fu completato il 25 maggio 1945 e il primo volo con successo ebbe luogo il 26 giugno 1945. Questo velivolo venne accettato dalla United States Army Air Forces (USAAF) il 30 agosto 1945, i cui funzionari furono così impressionati dall'aereo, ancora in fase di sviluppo, che il primo lotto produzione del P-82B fu ordinato nel marzo 1945, ben tre mesi prima del suo primo volo.

## Utilizzatori
Stati Uniti
- United States Army Air Forces
- United States Air Force
  - Air Defense Command
  - Alaska Air Command
  - Strategic Air Command
  - Far East Air Force

### Pubblicazioni
- (EN) Phil Scott, Tug of Warbirds, in Air & Space, gennaio 2009,  p. 12.
- (EN) Kevin S. Tanner, The Inglewood Ghost, in Air Classics, Volume 44, number 7, luglio 2008.
- (EN) Warren Thompson, F-82: Killers over Korea, in AirEnthusiast, Six, Bromley, Kent, UK, Pilot Press Ltd, marzo-June 1978.